# خوسيه اجناسيو بافون
خوسيه اجناسيو بافون (بالإسبانية: José Ignacio Pavón) (و. 1791 – 1866 م) هو محامي، وjurist-consultant، وسياسي من المكسيك . تولى منصب رئيس المكسيك (13 أغسطس 1860–15 أغسطس 1860) .
توفي في مدينة مكسيكو .
| المناصب السياسية    | المناصب السياسية         | المناصب السياسية    |
| ------------------- | ------------------------ | ------------------- |
| سبقه Miguel Miramón | رئيس المكسيك 1860 - 1860 | تبعه Miguel Miramón |